# Макмаон, Стив
Стивен Джозеф Макмаон (англ. Stephen Joseph McMahon; 20 августа 1961, Ливерпуль) — английский футболист, игравший на позиции полузащитника, тренер и спортивный телевизионный эксперт.

## Клубная карьера

### Эвертон
Макмаон начал свою карьеру в «Эвертоне» ещё будучи подростком, который выполнял роль болбоя. Дебют за основную команду состоялся 16 августа 1980 года в матче на «Рокер Парк» против «Сандерленда» (1:3). После 4 сезонов и 100 сыгранных матчей, Макмаон перешёл в «Астон Виллу».

### Астон Вилла
20 мая 1983 года за 175,000 £ перешёл в «Астон Виллу». 27 августа того же года дебютировал на «Вилла Парк» в матче против «Вест Бромвич Альбион» (4:3). Макмаон быстро освоился и зарекомендовал себя как центрального полузащитника «Виллы». В первом сезоне клуб занял 10-е место, а «Эвертон» — 7-е. В следующем сезоне «львы» вновь
расположились на 10-й строчке таблицы, а «ириски» выиграли чемпионат.

### Ливерпуль
12 сентября 1985 года за 350,000 £ перешёл в «Ливерпуль» и стал первым приобретением нового главного тренера Кенни Далглиша, который увидел в нём замену Грэму Сунессу. Через два дня дебютировал в матче против «Оксфорд Юнайтед». В следующем матче, через неделю, Макмаон отметился дебютным голом в ворота своего бывшего клуба «Эвертон», и помог «красным» победить в том матче со счётом 3:2.
Он сыграл важную роль в достижение клуба золотого дубля в сезоне 1985/86: в мерсисайдском финале Кубка Англии «красные» выиграли со счётом 3:1, но Макмаон не принял участие в том матче, и в национальном чемпионате «Ливерпуль» на 2 очка опередил всё тот же «Эвертон».
В следующем году на стадионе «Уэмбли» Макмаон сыграл в Финале Кубка Футбольной лиги против лондонского «Арсенала». В том матче он отдал голевой пас на Иан Раша, но «канониры» одержали волевую победу со счётом 2:1. В том же розыгрыше в матче второго раунда против «Фулхэма» Макмаон забил 4 гола (ещё не смог реализовать пенальти во время игры), а конечный счёт был 10:0. В следующем туре он оформил хет-трик в ворота «Лестер Сити». Всего же Стив забил 9 голов в том розыгрыше и ещё 5 в лиге.
В следующем сезоне Далглиш приобрёл новых игроков, включая Джона Барнса, Питера Бирдсли, Джона Олдриджа и Рэя Хаутона, но Макмаон остался в основе. Его репутация была установлена как одного из лучших грубых игроков. Он часто подвергался анализу со стороны футбольных властей и критики со стороны противостоящих игроков и тренеров, но не было сомнений, что его навыки в качестве футболиста были самого высокого порядка.
Макмаон вновь помог клубу стать чемпионом Англии в 1988 году. Запоминающими его голевыми ударами были в ворота «Манчестер Юнайтед» с 30 ярдов и решающий гол в Мерсисайдском дерби. В финале Кубка Англии «Ливерпуль» встретился со столичным клубом «Уимблдон» и уступил ему со счётом 0:1.
В 1989 году Макмаон был снова игроком основы и «Ливерпуль» вновь хотел оформить Золотой дубль. Он был в составе команды на трагичном полуфинальном матче Кубка Англии против «Ноттингем Форест». В финале «красные» со счётом 3:2 одолели «Эвертон». В последнем туре «мерсисайдцы» уступили «Арсеналу», а также и титул чемпиона Англии.
В следующем году Макмаон также часто появлялся в составе «Ливерпуля» и помог клубу вернуть титул чемпиона Англии. Но в Кубке Англии «красные» уступили «Кристал Пэлас» в полуфинале, в котором Макмаон отметился забитым голом.
В 1991 году главным тренером «Ливерпуля» стал Грэм Сунесс, и у него сразу же появились разногласия с некоторыми старшими игроками, включая Макмаона. В своей автобиографической книге Сунесс рассказал, что несколько игроков, которые были старше 30 лет, включая Стива искали крупные контракты в конце своей карьеры, и были готовы переехать в другое место, если их условия не были соблюдены. Существовала также обида у старших футболистов насчёт того, что как новые игроки, такие как Марк Райт, имеют большие зарплаты. Грэм решил продать Макмаона, Рэя Хаутона, Питера Бирдсли и Стива Стонтона. После 15 игр в сезоне 1991/92 Макмаон покинул «Ливерпуль» и за 900,000 £ перешёл в «Манчестер Сити» во время сочельника. Сунесс позднее признался, что продал некоторых ключевых игроков слишком рано, когда надо было подождать, чтобы найти им подходящую замену. В конце концов в центре полузащиты появились Пол Сюарт и Майкл Томас, но ни один из них не достигли такого же уровня как и Макмаон. Томаса и Стюарта одолевали травмы и оба покинули клуб до 2000-х годов.

### Манчестер Сити
Макмаон дебютировал в канун Дня подарков против «Норвич Сити» на «Мейн Роуд». Во время своего пребывания в «Сити» Макмаон изначально видел, что игру команды можно поднять из-за его агрессии и качества игры, но у него получилось добиться того же, чего он добился в «Ливерпуле». Нилл Куинн отметил в своей автобиографии отметил, что Стив напомнил ему Роя Кина своей интенсивностей и стремление одержать победу.
Макмаон провёл 87 матчей за «Манчестер Сити», прежде чем принял предложение стать играющим тренером в «Суиндон Таун».

## Международная карьера
Дебют за национальную сборную Англии состоялся 17 февраля 1988 году в товарищеском международном турнире против сборной Израиля.
Позже главным тренером сборной Англии, Бобби Робсоном, он был включён в состав на предстоящий Чемпионат мира в Италии. Конкуренция на роль центрального полузащитника была жесткой и среди конкурентов были Брайан Робсон, Пол Гаскойн, Дэвид Платт и Нил Уэбб. В первом матче групповой стадии против Ирландии он вышел с замены, и через пару минут из-за его ошибки ирландцы сравняли счёт: его бывший одноклубник по «Эвертону» Кевин Шиди воспользовался его потерей мяча на половине поля англичан и забил гол в ворота Питера Шилтона. Вернулся он только в последнем матче группы против Египта, который англичане выиграли. Он также появился с первых минут в матче 1/8 финала против Бельгии, но из-за усталости и тактических изменений на 71-й минуте его заменил Платт, который на 119-й минуте забил победный гол. В следующий раз Макмаон появился на поле только в матче за 3-е место против Италии, в котором также сыграл 71 минуту, а англичане проиграли со счётом 1:2.
Последним матчем стал отборочным на Чемпионат Европы 1992 против сборной Ирландии 14 ноября 1990 года.

## Карьера тренера

### Суиндон Таун
Когда Стив прибыл в «Суиндон Таун» в ноябре 1994 года, клуб недавно влетел из Премьер-лиги и боролся от вылета во Второй дивизион. Макмаон возглавил «Суиндон», когда они готовились к матчу Кубка Лиги против «Дерби Каунти». Первое полноценное управление он получил в матче лиги против «Саутенд Юнайтед», но команда потерпела поражение со счётом 0:2. Его первая победа состоялась в матче против одного из лидеров чемпионата «Мидлсбро».
По мере приближения последнего дня трансферного окна ходило много слухов, что лучший бомбардир клуба, Ян Оге Фьёртофт, покинет клуб за сумму от 3 до 4 миллионов £. Когда этот день наступил, норвежец был продан за 1,3 миллиона £. Макмаон объяснил это тем, что больше других предложений не было. В следующих шести матчах из восьми «Суиндон» не смог забить.
В следующем сезоне «Таун» отыгрался, выиграв Второй дивизион. Макмаон выиграл трижды премию Тренер месяца, а также Тренер года. В нападении команды находились два новичка: Уэйн Эллисон из «Бристоль Сити» и Стив Финни из «Манчестер Сити».
Следующие два сезона следовала аналогичная модель — хороший старт, но плохой конец. В сезоне 1996/97 «Суиндон» занимал место в середине таблицы вплоть до марта, а затем забил всего 2 гола в последних 10 матчах и в конечном итоге занял 19-е место.
В августе 1996 после ухода Алана Болла с должности главного тренера «Манчестер Сити», были слухи что Макмаон вернётся на «Мейн Роуд» уже в качестве менеджера. Но они были развеяны после его подписание пятилетнего контракта с «Суиундон».
Спад в следующем сезоне вышел ещё драматичнее. Победа над «Портсмутом» 31 октября 1997 года позволила «Суиндон» занять место в верхней части таблицы до середины ноября. Они оставались в местах плей-оффа вплоть до середины декабря, а после выиграли лишь 3 из оставшихся 24 матчей.
Когда стартовал сезон 1998/99 «Таун» не имел побед и всего 3 забитых гола в первых 5 матчах. Две подряд победы над «Бристоль Сити» и «Оксфорд Юнайтед» спасли положение Макмаона. Но поражения от «Портсмута» и «Уотфорда» вынудили Стива покинуть клуб по обоюдному согласию.

### Блэкпул
7 января 2000 года Макмаон подписал 18-месячный контракт с клубом «Блэкпул». В первом же сезоне он помог клубу выйти во второй дивизион. Также дважды стать обладателем Трофея Футбольной лиги. Покинул клуб в июне 2004 года и стал 5-м тренером «приморцев» по количеству проведенных матчей.

### Перт Глори
В начале 2005 года он подписал контракт с австралийским клубом «Перт Глори», но уже в декабре того же года покинул его.

## Личная жизнь
Его брат, Джон, был исполняющим обязанности главного тренера в «Транмир Роверсе» и «Шрусбери Таун», а также руководил резервом «Ливерпуля». Его сын, Стив Макмаон, играл за «Блэкпул» и «Перт Глори».

## Достижения

### Как игрок
- Чемпион Англии: 1985/86, 1987/88, 1989/90
- Обладатель Кубка Англии: 1985/86, 1988/89
- Обладатель Суперкубка Англии: 1986, 1988, 1989, 1990

### Как тренер
Суиндон Таун
- Чемпион Второго дивизиона: 1995/96

Суиндон Таун
- Обладатель Трофея Футбольной лиги: 2001/02, 2003/04